# 专辑等价单位

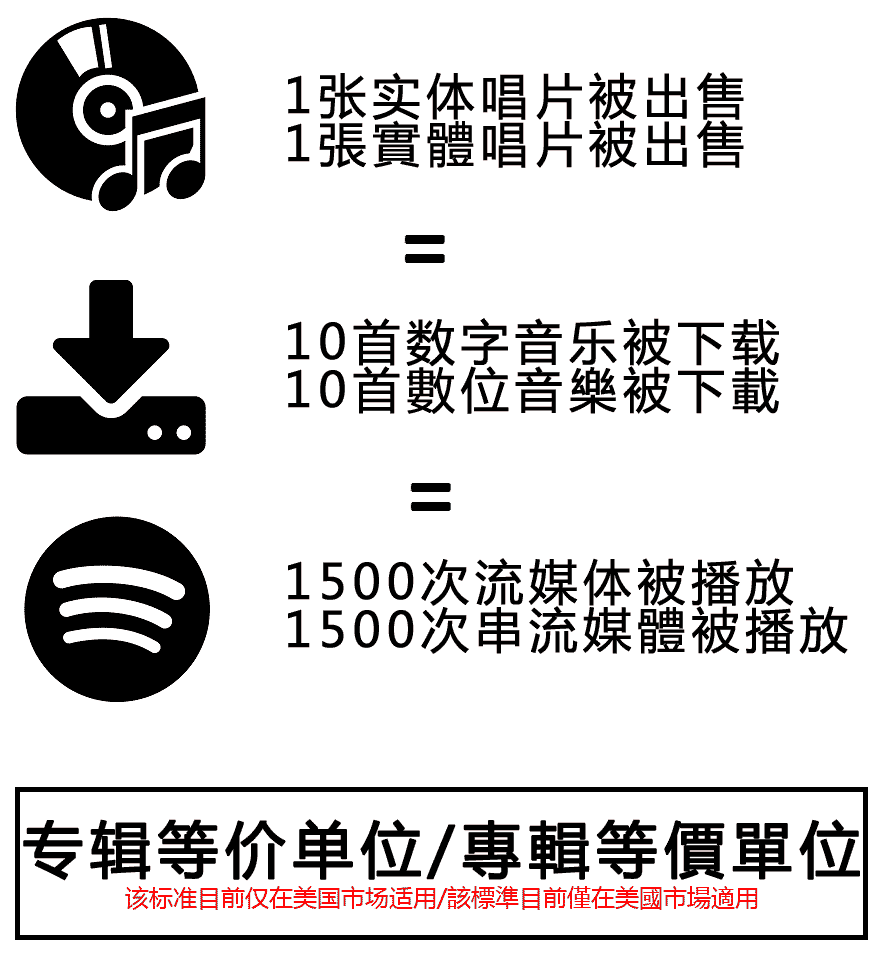
根据美国唱片业协会和《告示牌》杂志的定义，上图为美国市场内专辑等价单位的换算示意图。

专辑等价单位（英語：Album-Equivalent Unit）是音乐产业中的一个计量单位，该单位用于定义等价于售出一张实体专辑唱片所需的音乐消费量。除了传统的实体专辑销售之外，这种音乐消费还包括数字音乐下载和流媒体试听。

## 诞生背景及影响力
作为应对21世纪全球实体唱片销量下滑的策略，专辑等价单位在2010年年中被提出来。从1999年到2009年，实体专辑的销售量下降了一半，从146亿美元锐减到63亿美元。例如：2014年在美国本土获得白金唱片认证的专辑只有电影《冰雪奇缘》的原声带和泰勒·斯威夫特的录音室专辑《1989》。而在2013年，还有多位艺人获得白金唱片认证。
专辑等价单位的使用彻底颠覆了“最畅销专辑榜”的定义，使其成为“最流行专辑榜”。国际唱片业协会已经从2013年开始引入专辑等价单位来统计全球年度唱片艺人。

## 榜單實例
从2014年12月13日开始，告示牌二百大專輯榜修改了其统计方式，引入专辑等价单位作为统计数据而不是再单纯采用专辑销量为基础。经过这次大修改，告示牌200专辑榜通过一种崭新的算法来引入唱片的点播量和数字音乐销量（由尼尔森音乐统计负责统计）。这些数据来源于Spotify、Apple Music、Google Play、XBOX Music等主要数字音乐点播与订购平台。这些一般被称为“数字音乐等同专辑（Track Equivalent Album）”或“流媒体试听等同专辑（Streaming Equivalent Album）”，而10首数字音乐被下载或1500首流媒体音乐被试听等同于一张实体专辑唱片被售出。在告示牌200专辑榜统计方式修改之后，《告示牌》推出了一个名为“专辑销量榜（Top Album Sales）”的纯销量数据为统计根据的榜单。专辑销量榜保持了传统告示牌200专辑榜的统计方式，完全基于尼尔森音乐统计提供的专辑销量。泰勒·斯威夫特的《1989》是首张告示牌200专辑榜更改统计方式后登顶的专辑，该专辑共计售出33.9万份专辑等价单位（其中纯实体唱片销量为28.1万份）。在2015年2月8日发布的榜单中，虽然《NOW 53》依旧是当周实体唱片销量最好的专辑，但是却成为第一张虽然实体销量第一却错失告示牌200专辑榜冠军的专辑。

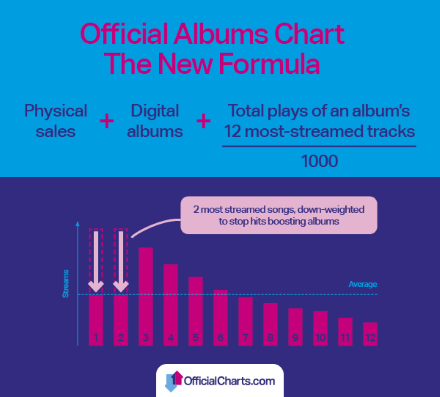
英国统计方法。

在英国，官方榜单公司于2015年3月开始将流媒体试听量引入到英国专辑榜的统计中。这个变化是在流媒体试听播放量大增的情况下促成的；英国从2013年到2014年，流媒体的播放量整整翻了一倍，从75亿次播放激增到150亿次。根据新的统计方法，官方榜单公司将从一张专辑里最多挑选12首在流媒体上最受欢迎的歌曲；然后播放量居前的两首歌曲的计算权重会被减轻，这样可以避免最终统计出来的播放量是反映整张专辑的受欢迎程度而不仅仅是某几首热门单曲的受欢迎程度；经过权重换算之后的试听量再除以1000，最终数据被视为实体唱片销量计入到榜单统计中。山姆·史密斯的专辑《寂静时分》就是新规则下首张登顶英国专辑榜的专辑。在其4.1万份专辑等价单位中，有2,900份来自流媒体试听，其余则是他实体唱片的销量。
在德国，流媒体播放量自2016年2月起开始引入到榜单统计中。即便如此，德国专辑榜依然是依据销售额而不是专辑等价单位对专辑进行排名。因此，只有那些付费播放的流媒体平台才会被计入统计，同时一首歌必须至少试听30秒。一张专辑中至少必须有6首歌曲登陆流媒体平台供消费者试听方可将播放量计入统计；但一张专辑最多是允许12首歌曲登陆网络试听，多出歌曲的播放量不会计入统计。与英国专辑榜类似，德国专辑榜统计播放量的时候会排除最受欢迎的两首单曲的播放量，而后统计剩余歌曲的平均播放量。

## 脚注
1. ↑  由于从前的专辑榜单统计是基于实体专辑的销量，因此专辑榜单的排名实质是“畅销与否”。而使用专辑等价单位之后，大量下载和试听等于拉高了专辑在榜单的排名。鉴于很多音乐平台会免费提供下载或试听（不一定都是盗版），因此榜单的排名决定权就是“流行与否”。因为只有流行的专辑才有更多的人会去下载或试听。